# Irois Léger
 (octobre 2013).
Si vous disposez d'ouvrages ou d'articles de référence ou si vous connaissez des sites web de qualité traitant du thème abordé ici, merci de compléter l'article en donnant les références utiles à sa vérifiabilité et en les liant à la section « Notes et références ».
Pour les articles homonymes, voir Léger.
Irois Léger est un journaliste sportif canadien né à Caraquet, Nouveau-Brunswick, . Il est le président-fondateur de Montreal.TV, un portail vidéo de la ville de Montréal.

## Biographie
Irois Léger est né en 1968 à Caraquet au Nouveau-Brunswick. Il est le sixième de sept enfants de Rose-Marie et Olivier Léger. Sa famille était fortement impliquée en politique tant au niveau municipal, provincial et fédéral, recevant régulièrement la visite de politiciens. 
Dans sa jeunesse, Irois est un sportif accompli pratiquant le hockey, le tennis, le golf et le baseball. Au tennis, il est classé quatrième meilleur joueur au Nouveau-Brunswick chez les Juniors.  À l'université, il fait partie de l'équipe de hockey « Les Aigles Bleus » de l'Université de Moncton au Canada. Au terme de sa carrière sportive, il entreprend des études de communication au Collège communautaire du Nouveau-Brunswick où il est président du conseil étudiant et s'implique, en tant qu'animateur, à la radio et la télévision communautaire de la région de Moncton.
Une fois diplômé, il commence sa carrière à Radio-Canada en Acadie où il occupe différents postes de présentateurs et ensuite à Winnipeg au Manitoba. En 1997, il accède au prestigieux service des sports de Radio-Canada à Montréal dans lequel, en tant que journaliste et animateur, il couvre les grands événements sportifs de la planète tels que le Super Bowl, les Grand Prix de Formule 1 de Monaco et Montréal, les internationaux de tennis ou encore le repêchage de la LNH. En 1998, il devient le journaliste attitré à la couverture quotidienne des Canadiens de Montréal pour la SRC. 
En 2004, Irois Léger se joint aux réseaux TVA et LCN comme présentateur sportif sur ces deux chaînes. La même année, tout en travaillant pour le Groupe TVA, Irois Léger lance la télévision en ligne Montreal.TV.
En 2013, il a brièvement présenté sa candidature à la mairie de Montréal avant de se retirer,.
Il meurt durant un séjour au Panama, le 31 mai 2025.

## Sources
- Biographie succincte, Journal Métro, Canada